# Upselling
Upselling (deutsch „höherwertig verkaufen“) ist im Marketing der Anglizismus für eine Marketingstrategie, Kunden anstatt eines gewünschten Standardprodukts oder einer Standard-Dienstleistung höherwertige Premiummarken derselben Produktgruppe zu verkaufen.

## Allgemeines
Dem Upselling liegt das Uplift-Modell zugrunde. Durch Upselling können Marktpotenziale erschlossen werden, die im Regelfall zu einer Steigerung der Umsatzerlöse beitragen. Ziel ist es, den Kundenwert und Kundennutzen zu erhöhen. Dazu soll der Kunde animiert werden, seine ursprüngliche Kaufentscheidung zu revidieren und Produkte/Dienstleistungen mit einem höheren Kaufpreis zu erwerben. Beste Gelegenheit gibt es in Fällen, in denen das konkret vom Kunden nachgefragte Produkt ausverkauft ist, aber teurere Hochpreisprodukte noch vorrätig sind.

## Methodik
Beim Upselling sollen dem Kunden durch plausible Argumente und insbesondere durch Produktvorführungen die Vorzüge der höheren Produkt- oder Dienstleistungskategorie nahegelegt werden, zum Beispiel größerer Nutzen, Komfort oder höherer Status.
Dabei besteht aus Sicht des Verkäufers die Gefahr, dass dem Käufer durch Upselling die Lust am Kauf des Produktes verliert (Kaufmotivation), dass er also weder das teurere Produkt noch das Produkt kauft, das er ursprünglich in Betracht gezogen hatte. Ein zu extremes Upselling kann der Kunde auch als manipulativ, aufdringlich oder gar unsympathisch wahrnehmen.

## Umfang
Auch die Verbesserung der Umschlagskennzahlen wie etwa der Lagerumschlagshäufigkeit ist ein Upselling.
Grundsätzlich besteht die Vertriebsstrategie darin, anstatt normaler Güter oder Standardprodukten Luxusgüter derselben Produktgruppe zu vermarkten:
| Produkt/Dienstleistung | normales Gut                 | Luxusgut                      |
| ---------------------- | ---------------------------- | ----------------------------- |
| Flugtickets            | Economy Class                | Business Class                |
| Getränke               | Sekt, Prosecco               | Champagner                    |
| Hotels                 | Halbpension                  | Vollpension                   |
| Kraftfahrzeuge         | Kleinwagen Mittelklassewagen | Mittelklassewagen Luxusklasse |

Das Upgrading von Halbpension zu Vollpension in Hotels oder von Economy-Class zu Business-Class ist nur dann ein Upselling, wenn vom Gast auch ein höherer Preis verlangt wird. Erfolgt ein Upgrade kostenlos (etwa wegen Überbuchung), liegt kein Upselling vor.

## Beispiel
Ein Kunde erkundigt sich im Autohaus nach einem Mittelklassewagen. Zunächst wird ihm eine Probefahrt angeboten – jedoch nicht in der Grund- oder Mittelklasseversion, sondern im stärker motorisierten und aufwendiger ausgestatteten Wagen der Oberklasse mit Klimaanlage, Lederbezügen, Sound- und Navigationssystem. So kann der Kunde die Vorteile der „höherwertigen“ Variante erleben. Wenn er die Extras später nicht möchte, muss er sich innerlich von den bereits erlebten Vorteilen lösen, sozusagen Verzicht üben (es droht die Kaufreue). Während er dies überlegt, kalkuliert der Verkäufer die Finanzierung so, dass die zusätzlichen Kosten als gering erscheinen.

## Abgrenzungen
Upselling, Upgrading und Cross-Selling werden wie folgt voneinander abgegrenzt:
| Kriterium                 | Upselling                                                                | Upgrading                                  | Cross-Selling                                     |
| ------------------------- | ------------------------------------------------------------------------ | ------------------------------------------ | ------------------------------------------------- |
| Produkte/Dienstleistungen | sind Substitiutionsgüter                                                 | sind Substitiutionsgüter                   | sind Komplementärgüter                            |
| Preis                     | höherwertige Produkte                                                    | höherwertige Produkte                      | gleichwertige Produkte                            |
| Initiator                 | Kunde = Upbuying (Pull) Anbieter = Upselling (Push) Zahlungsbereitschaft | Anbieter (Push) keine Zahlungsbereitschaft | Kunde (Pull) Anbieter (Push) Zahlungsbereitschaft |
| Zeitraum                  | mittel- bis langfristig                                                  | kurz- bis mittelfristig                    | kurz- bis mittelfristig                           |

Der Veredelungsverkauf (englisch upselling) ist kein Querverkauf, sondern betrifft die Veredelung von Produkten/Dienstleistungen in Form einer Produktvariation mit höherer Produktqualität/Dienstleistungsqualität. Beim Autokauf wird beispielsweise nicht das Standardprodukt angeboten, sondern eine Premiummarke.
Ghost-Sell-ups sind bei Mietwagen eine dem Kunden zu einem Aufpreis angebotene höhere Fahrzeugkategorie, obwohl das gemietete Fahrzeug nicht vorhanden ist und somit nicht vermietet werden kann.

## Wirtschaftliche Aspekte
Dienstleistungssektoren, bei denen Upselling-Potenziale bestehen, sind insbesondere Gastronomie, Gesundheitswesen, Hotelwesen, Kreditinstitute, Passagierluftfahrt, Speditionen, Telekommunikation, Verkehrsdienstleistungen oder Versicherungswesen. Dabei können auch Dienstleister von der Möglichkeit der Preisdifferenzierung Gebrauch machen.
Je höher der Kaufpreis ist, umso schwerer fällt es – wegen des begrenzten Budgets der Käufer – ein Upselling durchzusetzen. Hierbei ist die Zahlungsbereitschaft des Käufers ausschlaggebend. Ist der Kunde einverstanden, erhöhen sich beim Unternehmen – ceteris paribus – die Umsatzerlöse und Gewinne, beim Kunden steigt der Kundennutzen und sinkt das Budget.